# Пейн, Фрида
Фри́да Пейн (англ. Freda Payne, род. 19 сентября 1942) — американская певица. Кроме карьеры в звукозаписи, она была успешна и в других областях: пела на сцене в мюзиклах, снималась в кино и вела своё собственное ток-шоу на телевидении.
Прорыв к попярлярности случился у неё с хитом «Band of Gold», который в 1970 году взобрался на 3 место в США и на 1 место в Великобритании. Хотя за этим хитом последовали и другие — «Deeper and Deeper», «Cherish What's Dear to You», «You Brought the Joy» и песня протеста на тему войны во Вьетнаме «Bring the Boys Home» — приблизиться к успеху «Band of Gold» певица так и не смогла.
В 2004 году «Band of Gold» вошла в список «500 величайших песен всех времён» по версии журнала «Rolling Stone» (на 391 место).

## Семья
Фрида — старшая сестра бывшей участницы The Supremes Шерри Пейн.

## Дискография
- См. «Freda Payne § Discography» в английском разделе.

## Фильмография
- См. «Freda Payne § Filmography» в английском разделе.